# Långtjärnen (Lövångers socken, Västerbotten, 716435-175996)
Långtjärnen är en sjö i Skellefteå kommun i Västerbotten och ingår i Bureälven-Mångbyåns kustområde. Sjön har en area på 0,0606 kvadratkilometer och ligger 38,7 meter över havet.

## Delavrinningsområde
Långtjärnen ingår i det delavrinningsområde (716436-176040) som SMHI kallar för Inloppet i Degerträsket. Medelhöjden är 37 meter över havet och ytan är 4,96 kvadratkilometer. Det finns ett avrinningsområde uppströms, och räknas det in blir den ackumulerade arean 12,15 kvadratkilometer. Önnesmarkbäcken som avvattnar avrinningsområdet har biflödesordning 2, vilket innebär att vattnet flödar genom totalt 2 vattendrag innan det når havet efter 18 kilometer. Avrinningsområdet består mestadels av skog (92 procent). Avrinningsområdet har 0,06 kvadratkilometer vattenytor vilket ger det en sjöprocent på 1,3 procent.